# Can Rumbo
Can Rumbo és una masia de Sant Feliu de Buixalleu (Selva) inclosa a l'Inventari del Patrimoni Arquitectònic de Catalunya.

## Descripció
Masia aïllada orientada al sud-est, lleugerament decantada (ja que no té fonaments, i la topografia del terreny l'ha anat moguent) situada al nucli de Gaserans.
L'edifici, de planta baixa i pis, està cobert per una teulada a doble vessant amb el ràfec simple.
A la planta baixa, hi ha la porta d'entrada en arc de llinda, protegida de la pluja per un cobert d'uralita. Al costat dret hi ha una porta petita, i altres obertures per accedir a dependències agrícoles-ramaderes. A l'esquerra, una finestra en arc de llinda. Al pis, dues finestres en arc de llinda, brancals de carreus de pera i ampit de pedra.
La façana és de maçoneria arrebossada.

## Història
La primera notícia d'aquesta masia és del 1396, any en què apareix esmentada com Can Palet de Baix. El nom que duu ara és del segle xx, encara que la serra on es troba emplaçada ha prés el mateix nom.